# Sybra pulverea
Sybra pulverea là một loài bọ cánh cứng trong họ Cerambycidae.